# Moulure

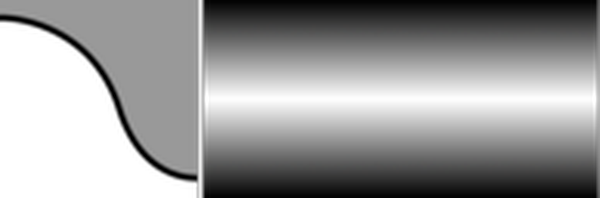
Moulure de cimaise en doucine et élévation avec ombre portée.

Une moulure, dans le domaine des beaux-arts et de la décoration, est un élément d'ornementation allongé en saillie et en creux placé sur le nu d'une surface. Constituant la modénature, elle a un rôle à la fois fonctionnel et décoratif : elle cache un « joint de construction » (rencontre de deux murs, d'un mur et du plancher, de l'encadrement d'une fenêtre ou d'une porte avec le mur, etc.) et elle produit par ces sailles et ces creux une ligne de la composition et des ombres portées à l'origine d'effets de lumière.
Une moulure peut être taillée à même le matériau de base, ou constituée d'un élément rapporté, en bois, tôle, plâtre ou en matière plastique en forme de bande taillée selon un profil constant dans toute sa longueur.

## Vocabulaire
La mouluration désigne l'ensemble des profils de moulures d'un ouvrage d'architecture ou d'une pièce d'ébénisterie.
L'ouvrier qui fait des moulures, notamment en menuiserie et en ébénisterie, est le moulurier. La machine servant à la fabrication des moulures est une moulurière ou plus souvent une toupie, du fait que le mouvement des fers est rotatif. Le moulurage est l'exécution de moulures à la main ou à la machine.

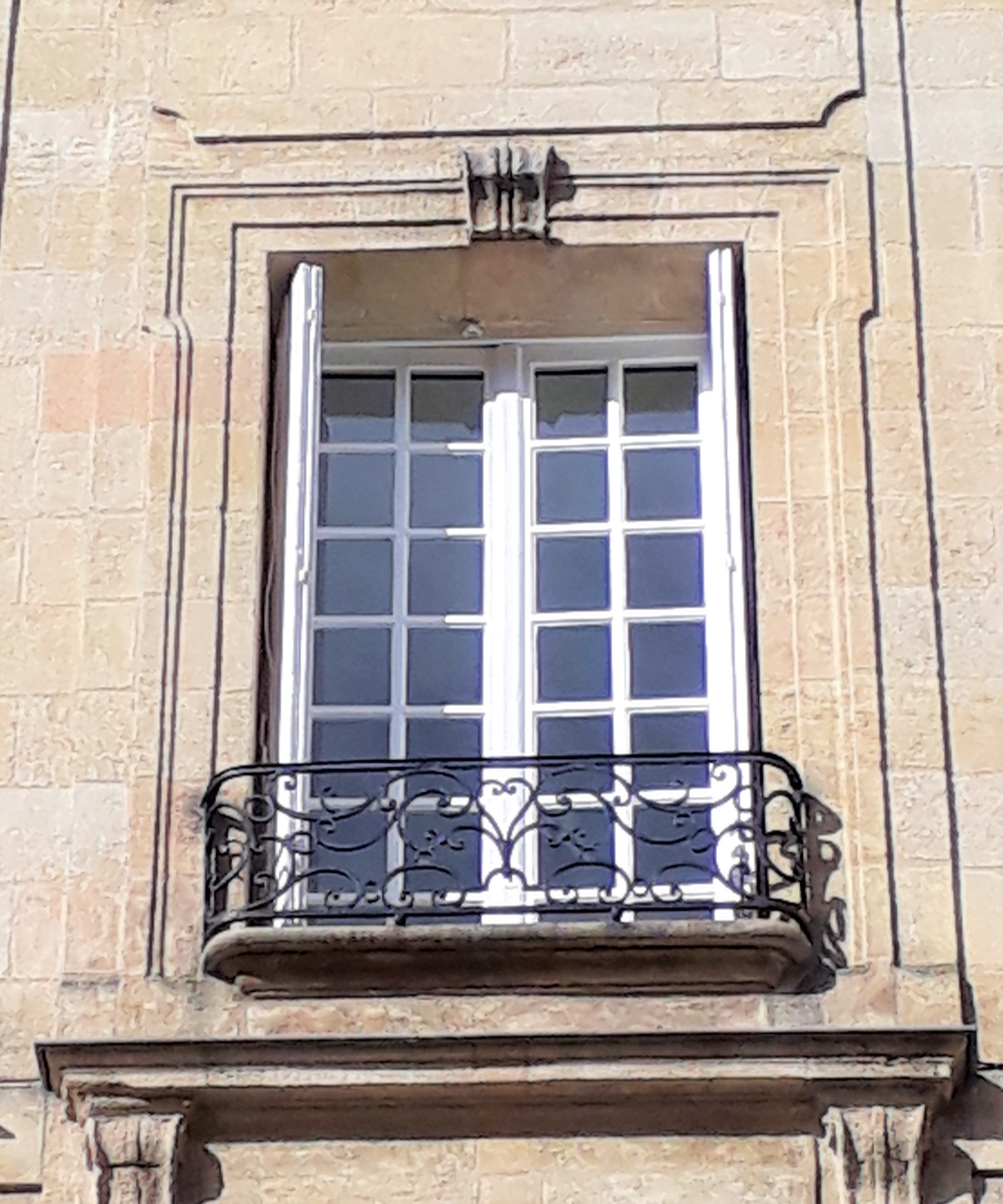
Encadrement mouluré d'une fenêtre de l'hôtel Journu à Bordeaux.

En taille de pierre on parle aussi de moulures, elles sont le plus souvent réalisés sur des roches sédimentaires ou des roches métamorphiques, à l'aide de ciseaux, de gouges, etc.
Dans le domaine de l'électricité, une moulure est une latte de bois creusée de rainures parallèles servant à isoler et à dissimuler les conducteurs électriques intérieurs d'une pièce d'habitation. Les moulures bois sont de plus en plus souvent remplacées par des moulures (ou baguettes) en matière plastique. Celles-ci ont généralement une section en U à ailes courtes, et sont souvent fermées par un contre-U, plus plat, clipsé sur des rainures sur les ailes du U principal. On parle également de goulottes.

## Typologie selon la forme des profils
Les moulures peuvent être simples ou composées, régulières ou irrégulières, unies ou ornées, normales ou renversées (une moulure est dite renversée lorsque son point le plus saillant occupe la partie inférieure de la façade ou de la corniche). Elles sont classées selon la forme de leur profil (contour obtenu en observant la section verticale, perpendiculaire à leur direction) :

### Moulures planes

Profils de moulures.

- Moulures planes convexes (saillantes) :
  - plate-bande (appelée parfois bandeau, bande, fasce, voire plinthe lorsqu'elle est au sol, tailloir au niveau du chapiteau : no 2 sur le schéma ci-contre) : moulure plate et unie qui a plus de largeur que de saillie ;
  - filet (appelée aussi listel, carré, réglet : no 1 sur le schéma ci-contre) : moulure plate et unie plus petite servant à séparer (ou souvent à couronner) les profils de plus grandes moulures.
  - chanfrein : moulure oblique[2] dont l'arête est abattue à 45° ;
    - droit ;
    - double.

- Moulures planes concaves (rainure) :
  - plate-bande (bandeau, bande) : moulure plate et unie qui a plus de largeur que de profondeur ;
  - tarabiscot (ou rainure carrée) : inverse du filet ;
  - chanfrein ;
    - renversé ;
    - anglet (double chanfrein renversé appelé aussi grain d'orge).

Des profils de moulures planes prennent des noms particuliers :
- mouchette : moulure à fond convexe délimitée par deux grains d'orge ;
- cordon : moulure en bandeau souligné par une gorge et un tore ;
- corniche : bordure, formée d'une ou plusieurs moulures en saillie, couronnant un mur, un piédestal, qui protège de la pluie les parties sous-jacentes et, le cas échéant, supporte la base du comble. Par extension, il s'agit d'une moulure ceinturant un mur ;
- taquet français : moulure qui permet la fixation d'objets aux murs.

### Moulures courbes
Les moulures courbes sont dites simples lorsqu'elles sont formées d'un ou plusieurs arcs de même sens. Elles sont composées lorsque ses arcs se raccordent en sens contraires.
- Tore (terme utilisé dans les ordres antiques, appelé boudin dans le style gothique : no 4 sur le schéma ci-contre) : grosse moulure convexe au profil demi-circulaire (typiquement dont la saillie égale la moitié de la hauteur) pouvant être allongé ou rétréci. Le tore déprimé est appelé bec de corbin.
- Baguette : petite moulure au profil convexe demi-circulaire (no 3 sur le schéma ci-contre)
- Astragale : baguette encadrée par deux filets et placée à la base des Chapiteaux des ordres antiques (no 15 sur le schéma ci-contre).
- Gorge : moulure formant un segment de cercle concave dont la profondeur égale la moitié de la hauteur (no 13 sur le schéma ci-contre).
- Canal : petite moulure au profil concave demi-circulaire.
- Cimaise : moulure formant la partie supérieure d'une corniche, ou une boiserie à moulure placée à hauteur d'appui sur les murs d'une pièce et plus particulièrement sur un meuble.
- Carderon ou quart de rond : moulure convexe qui présente un quart de circonférence, la moulure grecque représente un congé talonné par deux carrés d'un millimètre (no 5 sur le schéma ci-contre, no 6 : quart de rond renversé).
- Scotie : moulure grecque présente dans la base des colonnes d'ordre ionique. Il s'agit d'un profil concave formé de deux quarts de cercle de rayon différent (no 14 sur le schéma ci-contre).
- Cavet : moulure concave à l'inverse du quart de rond, un quart de cercle concave reliant deux surfaces planes (no 11 sur le schéma ci-contre, no 12 : cavet renversé).
- Congé : petit cavet, adoucissement plus ou moins arrondi, comme celui qui joint le fût d'une colonne à la ceinture (no 16 sur le schéma ci-contre).
- Doucine : moulure formée de deux arcs de cercle formant un S, l'un concave (gorge) en partie supérieure, l'autre convexe (carderon) en partie inférieure, se raccordant aux moulures suivantes et terminant ordinairement les corniches en architecture ou employé comme ornementation en menuiserie (no 9 sur le schéma ci-contre, no 10 : doucine renversée).
- Talon ou cymatium : moulure inverse de la doucine (no 7 sur le schéma ci-contre, no 8 : talon renversé).

## Ornements
Certains profils de moulures courbes et autres ornements prennent des noms particuliers :
- olives et piécettes : ornements grecs qui s'alternent dans les moulures des frises ;
- ove : ornement de chapiteaux et de moulures en forme d'œuf, généralement sur les tores, alternant souvent avec des dards. L'ove fleuronné est un ove entouré de feuillage ;
- billettes, alignement de demi cylindres ou grains de laurier en forme de perles enfilées sur des cordons, baguettes (chapelet de perles) ;
- feuillages sur gorges et doucines ;
- coquilles sur plates-bandes ;
- denticules et postes[4] sur plinthes ;
- flèches sur carderons ;
- feuilles d'acanthe, palmettes, tresses[5], etc.

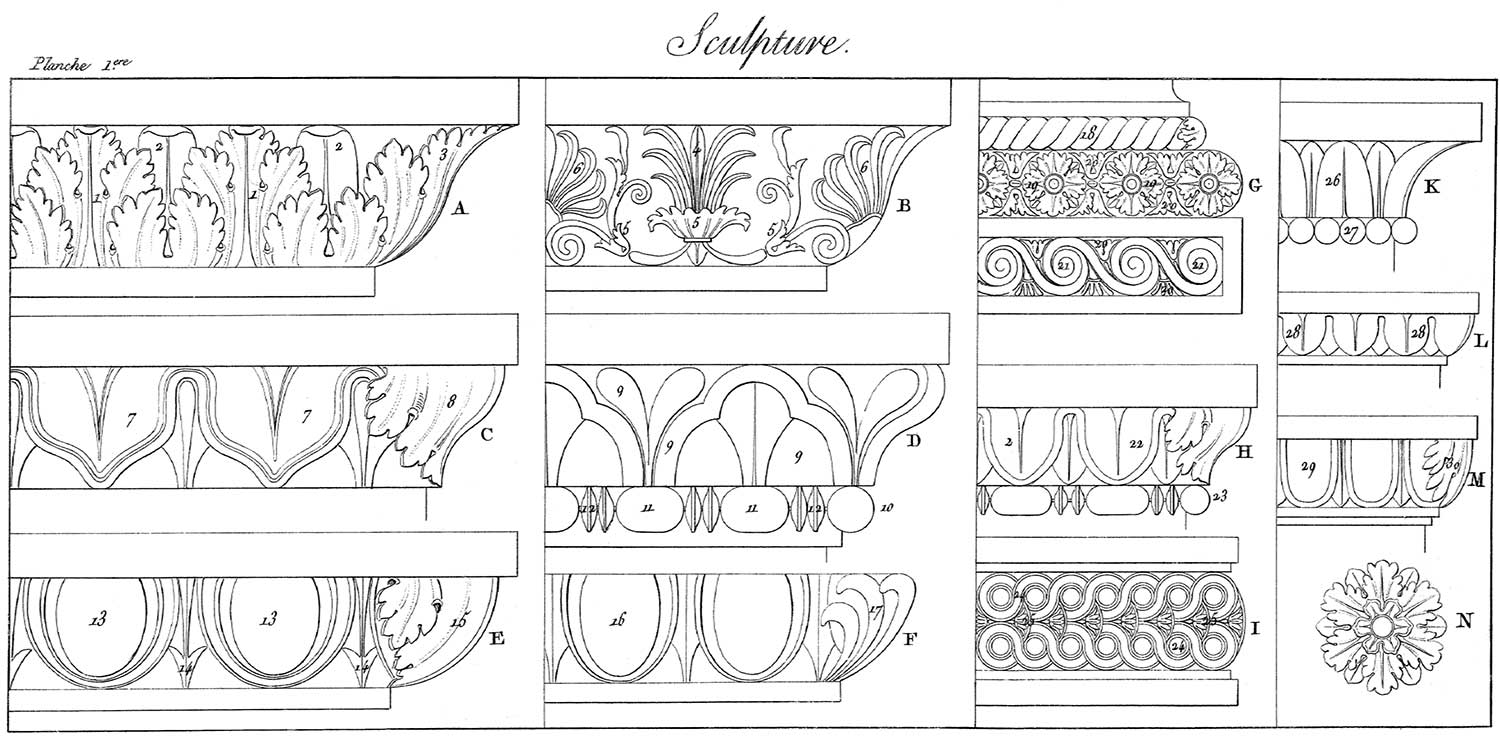

- A : Doucine couronnée de son filet, sur laquelle sont taillées des feuilles d'acanthe et des feuilles d'eau. 1. Feuille d'acanthe. 2. Feuille d'eau. 3. Feuille d'angle.
- B : Doucine sur laquelle sont taillées des palmettes à gousse ou écossas, et des palmettes à culot. 4. Palmette à culot. 5. Culot. 6. Palmette à écossas.
- C. : Talon sur lequel sont taillés des rais-de-cœur doubles ou nervé. 7. Rais-de-cœur. 8. Feuille d'angle.
- D : Talon avec baguette sur lequel sont taillés des briquets ou trèfles, et un chapelet à olive et pirouette. 9. Trèfle. 10. Chapelet. 11. Olive. 12. Pirouette.
- E : Quart de rond sur lequel sont taillés des oves à double nervures avec dards. 13. Ove. 14. Dard. 15. Feuille d'angle.
- F : Quart de rond sur lequel sont taillés des oves simples. 16. Ove. 17. Feuille d'angles à écossas.
- G : Base composée d'une baguette, d'un tore et d'un socle, sur lesquels sont taillés des rosaces avec culots, une cordelière et des postes avec culots. 18. Cordelière. 19. Rosace. 20. Culot. 21. Poste.
- H : Talon avec baguette, sur lequel sont taillés des oves feuilles de refend à double filet, et un chapelet à olive et pirouette. 22. Feuille de refend. 23. Chapelet.
- I : Entrelacs double avec culots taillés sur une frise bombée. 24. Entrelacs. 25. Culot.
- K : Cavet avec filet et baguette, sur lesquels sont taillés des feuilles d'eau et un chapelet à perle. 26. Feuille d'eau. 27. Perle.
- L : Quart de rond sur lequel sont taillés des feuilles de refend simples. 28. Feuilles.
- M : Quart de rond sur lequel sont taillés des godrons ou canaux. 29. Godron. 30. Feuille d'angle.
- N : Rosace.

## Datation des moulures
Les moulures classiques grecques et romaines se différencient, les premières adoptent la forme de l'ellipse, la parabole ou l'hyperbole, les secondes privilégient les profils circulaires. Les moulures jusqu'au XIXe siècle sont réalisées sur place par l'artisan avec son jeu de rabots, de gabarits et de gouges. La Révolution industrielle mécanise leur fabrication, les propriétaires pouvant désormais accéder à un ensemble de moulures aux profils complexes. Le type de clous qui servent à la fixer (clous forgés, coupés, moulés ou en fil d'acier) est une bonne indication pour leur datation.

## Galerie

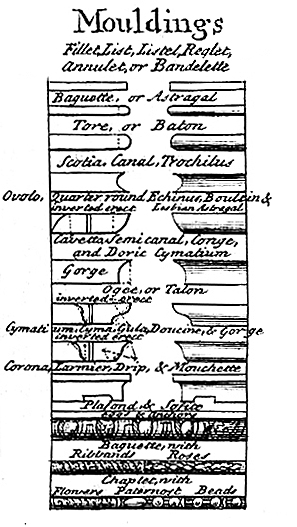
Tableau d'architecture sur les moulures.
Biseau et chanfrein.
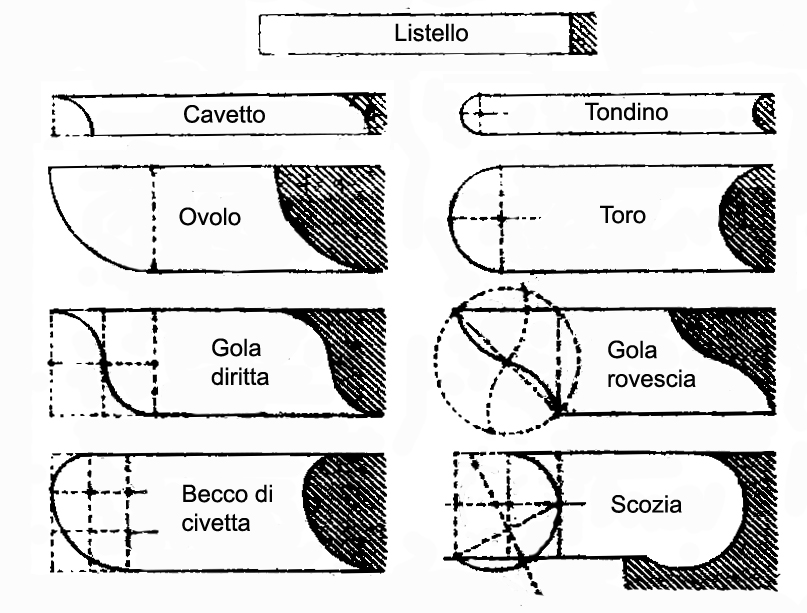
À gauche : cavet, ovolo[7], doucine, bec de corbin à droite : baguette, tore, cymatium, scotie.